# И восходит солнце (фильм)
«И восходит солнце» (англ. The Sun Also Rises) — драма 1957 года, экранизация одноименного романа Эрнеста Хемингуэя.

## Сюжет
- По роману Эрнеста Хемингуэя.

Отвоевавший на фронтах Первой мировой и получивший тяжелые ранения Джейк Барнс бесцельно колесит по Европе, пытаясь получить какие-то острые ощущения, сравнимые с боевыми…

## Интересные факты
- Путь фильма на киноэкраны был долгим. Сначала в 1934 году права на экранизацию романа приобрела актриса Энн Хардинг. Она намеревалась самолично сыграть леди Бретт Эшли, а в роли Барнса видела Лесли Говарда. Далее в 1944 году права собиралась перекупить актриса Констанция Беннет — она тоже прочила себя на главную роль. По каким-то причинам сделка не состоялась, и в марте 1949 года Энн Хардинг продала права режиссёру Говарду Хоуксу. Хоукс и руководство кинокомпании 20th Century Fox, на которую он тогда работал, собирались пригласить на главные роли Монтгомери Клифта и Маргарет Шеридан, но в 1952 году режиссёр ушёл с киностудии, чтобы начать самостоятельную карьеру, и лишь в 1955 году согласился продать права на экранизацию своим бывшим хозяевам.
- Экранизация столько лет откладывалась по причине того, что продюсеры считали роман-первоисточник безнравственным — учитывая характер ранения Джейка и свободные нравы Бретт — и не решались запустить фильм в производство.
- Картина стала американским дебютом французской актрисы Жюльетт Греко, исполнительницы роли Жоржет.
- Когда режиссёру Генри Кингу показалось, что актёр Роберт Эванс, исполнитель роли тореро Педро Ромеро, не справляется с ролью и он собрался его заменить, продюсер Дэррил Ф. Занук прислал телеграмму со словами «Парень остается в картине», и Эванс продолжил съемки. Впоследствии актёр написал автобиографию, озаглавленную этими словами.

## В ролях
- Тайрон Пауэр — Джейк Барнс
- Ава Гарднер — леди Бретт Эшли
- Мел Феррер — Роберт Кон
- Эррол Флинн — Майкл Кэмпбелл
- Эдди Альберт — Билл Гортон
- Грегори Ратофф — Граф Миппипопуло
- Роберт Эванс — Педро Ромеро